# Chicha

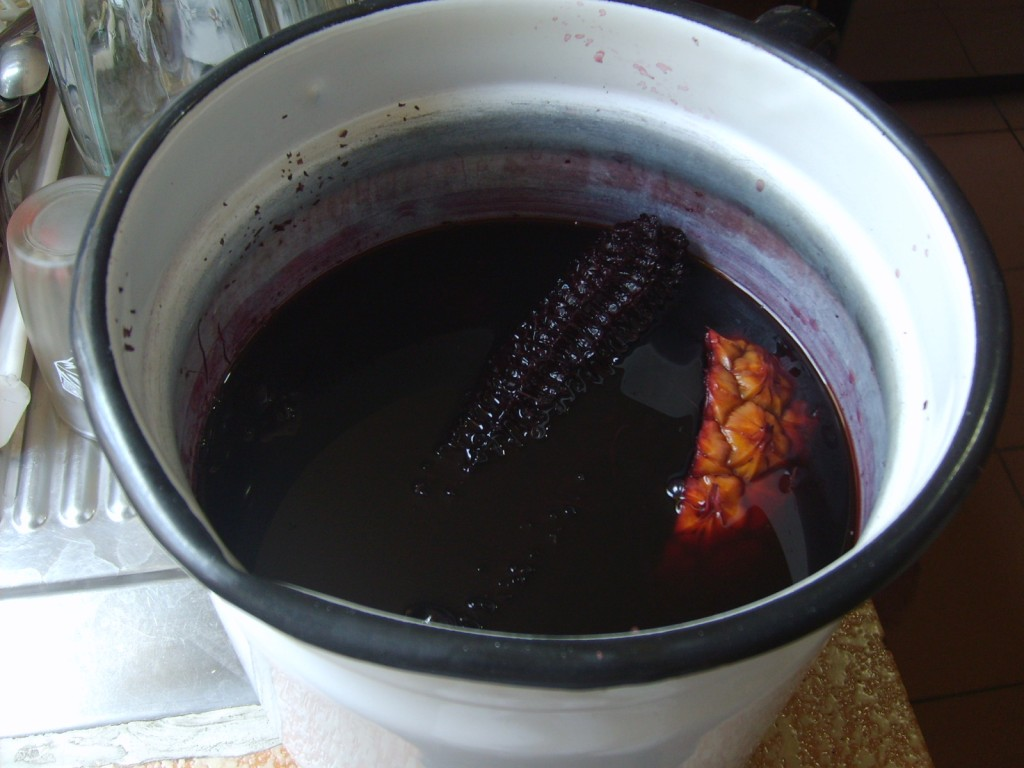
Chicha maiz morado

Chicha eller chica är ett sydamerikanskt och centralamerikanskt majsöl och en nationaldryck i Bolivia, Peru och El Salvador bland annat. Drycken erhålls vid långsam jäsning av en gröt av krossad majs och vatten. I Chile tillverkas ett slags chicha av druvor, som kokas och jäses till en syrlig cidersmakande dryck.
Chicha görs på en blåsvart majssort som odlas i Anderna. Chicha framställs även av äpplen som man låter jäsa. Inkaindianerna framställde på sin tid en alkoholhaltig dryck av majs som kallades saraika eller chicha.